# René Hannemann
René Hannemann (Bad Belzig, RDA, 9 de octubre de 1968) es un deportista alemán que compitió para la RDA en bobsleigh en las modalidades doble y cuádruple.
Participó en dos Juegos Olímpicos de Invierno, obteniendo dos medallas en la prueba cuádruple, plata en Albertville 1992 (junto con Wolfgang Hoppe, Bogdan Musiol y Axel Kühn) y bronce en Lillehammer 1994 (con Wolfgang Hoppe, Ulf Hielscher y Carsten Embach).
Ganó cuatro medallas en el Campeonato Mundial de Bobsleigh entre los años 1991 y 1997, y dos medallas en el Campeonato Europeo de Bobsleigh, oro en 1995 y plata en 1988.

## Palmarés internacional
| Representando a la RDA   |                       |                   |           |
| Campeonato Europeo       |                       |                   |           |
| Año                      | Lugar                 | Medalla           | Prueba    |
| 1988                     | Sarajevo (Yugoslavia) | Medalla de plata  | Cuádruple |
| Representando a Alemania |                       |                   |           |
| Juegos Olímpicos         |                       |                   |           |
| Año                      | Lugar                 | Medalla           | Prueba    |
| 1992                     | Albertville (Francia) | Medalla de plata  | Cuádruple |
| 1994                     | Lillehammer (Noruega) | Medalla de bronce | Cuádruple |
| Campeonato Mundial       |                       |                   |           |
| Año                      | Lugar                 | Medalla           | Prueba    |
| 1991                     | Altenberg (Alemania)  | Medalla de bronce | Doble     |
| 1993                     | Igls (Austria)        | Medalla de bronce | Doble     |
| 1995                     | Winterberg (Alemania) | Medalla de oro    | Cuádruple |
| 1997                     | Sankt Moritz (Suiza)  | Medalla de oro    | Cuádruple |
| Campeonato Europeo       |                       |                   |           |
| Año                      | Lugar                 | Medalla           | Prueba    |
| 1995                     | Altenberg (Alemania)  | Medalla de oro    | Cuádruple |